# Leiocephalus etheridgei
Espèce
Leiocephalus etheridgei est une espèce éteinte de sauriens de la famille des Leiocephalidae.

## Répartition
Cette espèce était endémique de Porto Rico.

## Étymologie
Cette espèce est nommée en l'honneur de Richard Emmett Etheridge.

## Publication originale
- Pregill, 1981 : Late Pleistocene herpetofaunas from Puerto Rico. Miscellaneous publication - University of Kansas, Museum of Natural History, vol. 71, p. 1-72.